# Saint-Gély-du-Fesc
Saint-Gély-du-Fesc település Franciaországban, Hérault megyében. Lakosainak száma 10 530 fő (2022. január 1.). Saint-Gély-du-Fesc Combaillaux, Grabels, Les Matelles, Murles és Saint-Clément-de-Rivière községekkel határos.

## Népesség
A település népessége az elmúlt években az alábbi módon változott:
| Lakosok száma | 907  | 3714 | 5936 | 8246 | 9423 | 9826 | 9795 | 10 197 | 10 397 | 10 530 |
|               | 1968 | 1982 | 1990 | 2006 | 2013 | 2015 | 2017 | 2019   | 2020   | 2022   |